# لوک ادمیرال
لوک آدمیرال (انگلیسی: Luuk Admiraal؛ زادهٔ ۱۵ مارس ۲۰۰۲) بازیکن فوتبال اهل هلند است که در پست مهاجم برایآلتیجد استرکر وردن هندریک-ایدو-امباخت بازی می‌کند. 